# Бруно Вартель
Бруно Вартель (фр. Bruno Wartelle; 26 серпня 1971, Алжир) — французький професійний боксер алжирського походження, призер чемпіонату світу серед любителів.
Бруно Вартель — молодший брат Філіппа Вартеля, теж боксера, що брав участь у змаганнях на Олімпійських іграх 1992 в легшій вазі.

## Аматорська кар'єра
Бруно Вартель почав займатися боксом з 13 років у місті Віллербанн, де він проживав.
Входив до складу збірної Франції з 1987 до 1996 року. Сім разів був чемпіоном Франції. Був переможцем багатьох міжнародних турнірів. 1991 року був срібним, а 1993 року — бронзовим призером Середземноморських ігор.
На чемпіонаті світу 1993 програв в другому бою Хосіну Солтані (Алжир).
На Кубку світу 1994 переміг трьох суперників, а у півфіналі програв Марко Рудольфу (Німеччина).
На Іграх доброї волі 1994 програв у півфіналі Паата Гвасалія (Росія) і завоював бронзову медаль.
На чемпіонаті світу 1995 Бруно Вартель досяг найбільшого успіху у своїй кар'єрі, завоювавши срібну медаль. На його рахунку три перемоги, у тому числі у півфіналі над Пабло Рохасом (Куба) — 12-9. У фіналі він програв Леонарду Дорофтей (Румунія) — 4-12.
На чемпіонаті Європи 1996 переміг Володимира Колесника (Україна) — 6-4, а в другому бою програв Кобі Гоголадзе (Грузія) — 7-7(+).

## Професіональна кар'єра
Не потрапивши на Олімпіаду, Вартель перейшов до професійного боксу. Його перший бій пройшов 9 листопада 1996 року у Лас-Вегасі в андеркарді бою Майк Тайсон — Евандер Холіфілд. Загалом з 29 поєдинків Вартель у США провів 14, що є найбільшим показником серед французьких професійних боксерів.
11 квітня 1998 року провів бій за титул інтерконтинентального чемпіона IBF у легкій вазі, але програв за очками.
16 лютого 1999 року завоював титул інтернаціонального чемпіона за версією WBC у легкій вазі.
10 квітня 1999 року програв Джамелю Ліфа бій за титул чемпіона Франції.
20 жовтня 2001 року в бою за титул чемпіона Європи за версією EBU проти італійця Стефано Дзоффа Вартель зазнав першої в кар'єрі дострокової поразки, після чого вирішив завершити виступи.